# Cremastosperma oblongum
Cremastosperma oblongum är en kirimojaväxtart som beskrevs av Robert Elias Fries. Cremastosperma oblongum ingår i släktet Cremastosperma, och familjen kirimojaväxter. Inga underarter finns listade i Catalogue of Life.